# Lijst van spelers van Club Deportivo O'Higgins
Deze lijst omvat voetballers die bij de Chileense voetbalclub Club Deportivo O'Higgins spelen of gespeeld hebben. De namen zijn alfabetisch gerangschikt.

## A
- Cristian Abarca
- Miguel Aceval
- Albert Acevedo
- Alejandro Acosta
- Nelson Acosta
- Clarence Acuña
- Herly Alcázar
- Milton Alegre
- Marcelo Altamirano
- Raúl Angulo
- Miguel Ardiman
- Mauricio Arias
- Mauricio Aros
- Baltazar Astorga
- Moisés Ávila

## B
- Carlos Báez
- Braulio Baeza
- Néstor Bareiro
- Héctor Barra
- Jean Beausejour
- Adrian Berbia
- Eduardo Bonvallet
- Claudio Borghi
- Diego Bozo
- Ricardo Cabrera
- Roberto Cáceres
- Iván Cantillana
- Carlos Carmona
- Rafael Caroca
- Juan Pablo Carrasco
- Luis Casanova
- José Castillo
- Fernando Cornejo
- Juan Covarrubias
- Ricardo Cuevas

## C
- Milton Coimbra

## D
- Bryan Danesi
- Ricardo Díaz
- Nicolás Díez
- Nelson Donoso
- Aldo Droguett

## E
- Federico Elduayen
- Leonardo Espinoza
- Rubén Espinoza

## F
- Rogelio Farias
- Enrique Ferraro
- Felipe Flores
- Luis Flores
- Rodrigo Flores
- Fernando de la Fuente
- José Fuenzalida

## G
- Cristián Gálvez
- Roberto Gamarra
- Jier García
- Santiago Gatica
- Santiago Gentiletti
- Hans Gómez
- Jorge Gómez
- Juan Gómez
- Aníbal González
- Cristóbal González
- Daniel González
- Diego González
- Juan González
- Pablo González
- Roberto González
- Roy González
- Jaime Grondona
- Diego Guidi
- Enzo Gutiérrez

## H
- Kevin Harbottle
- César Henriquez
- Joan Henríquez
- Carlos Herrera
- Leonel Herrera
- Osvaldo Hurtado

## I
- Francisco Ibáñez

## J
- Cristóbal Jorquera

## L
- Gusto Laube
- Eduardo López
- Fernando López
- Juan Lorca
- Gonzalo Luduena

## M
- Giancarlo Maldonado
- Patricio Mardones
- Luis Marín
- Gerardo Martino
- Federico Martorell
- Marcelo Medina
- Nicolás Medina
- René Meléndez
- Gabriel Mendoza
- Fernando Meneses
- Mariano Messera
- Marco Millape
- Eugenio Morel
- Johan Muñoz
- Raúl Muñoz

## N
- Miguel Ángel Neira
- Luis Núñez
- Mario Núñez

## O
- Lucas Ojeda
- Diego Olate
- Marco Olea
- Juvenal Olmos
- Yerson Opazo
- Juan Carlos Orellana
- Alejandro Osorio
- Fernando Osorio
- Cristián Oviedo
- Luis Oyarzún

## P
- Leonel Pedreros
- Manuel Pereira
- Carlos Alberto Pérez Alcaraz
- Rodrigo Pérez
- Luis Pino
- Aníbal Pinto
- Víctor Pizarro
- Waldo Ponce

## Q
- Waldo Quiroz

## R
- Jaime Ramírez
- Rodrigo Ramírez
- José Ríos
- Jorge Rivera
- Pedro Rivera
- Jaime Riveros
- Jorge Robledo
- Felipe Rojas
- Wilson Rojas
- José Rosales
- Benjamín Ruiz

## S
- Leonardo Saedra
- Boris Sagredo
- Raúl Salazar
- Alan Sánchez
- Iván Sepúlveda
- René Serrano
- Diego Sotelo
- Joel Soto
- Cristián Suárez
- Guillermo Suárez

## T
- César Taborda
- Nelson Tapia
- Carlos Tejas
- Samuel Teuber
- Alejandro Trujillo

## U
- Francisco Ugarte

## V
- Federico Vairo
- René Valenzuela
- Leopoldo Vallejos
- Sebastián Varas
- Osvaldo Vargas
- Sergio Vargas
- Alejandro Vásquez
- Iván Vásquez
- Benjamin Vidal
- Rodrigo Viligrón
- José Villagra
- Manuel Villalobos
- Marco Villaseca
- Sebastián Villegas

## Z
- Constantino Zázzali
- Víctor Zelada